# Tate Britain
Tate Britain – muzeum sztuki brytyjskiej (malarstwa i rzeźby) w Londynie prezentujące dzieła datowane od 1500 do czasów współczesnych. 
Powstało z przekształcenia dawnej Tate Gallery (obecnie kolekcja Tate obejmuje Tate Britain, Tate Modern, Tate Liverpool oraz Tate St Ives). Mieści się w pierwotnym budynku galerii Tate przy John Islip Street/Atterbury Street na północnym brzegu Tamizy.
Galeria ta została otwarta w 1897 jako siedziba kolekcji Henry Tate.
Od 1984 co roku Galeria przyznaje wybranemu artyście nagrodę Turnera (ang. Turner Prize).
Na wystawie stałej prezentowane są dzieła takich artystów jak m.in.:
- William Blake
- John Constable
- William Hogarth
- Thomas Gainsborough
- Dante Gabriel Rossetti
- William Turner
- John Everett Millais
- John William Waterhouse
- Francis Bacon